# Dähne-Pokal

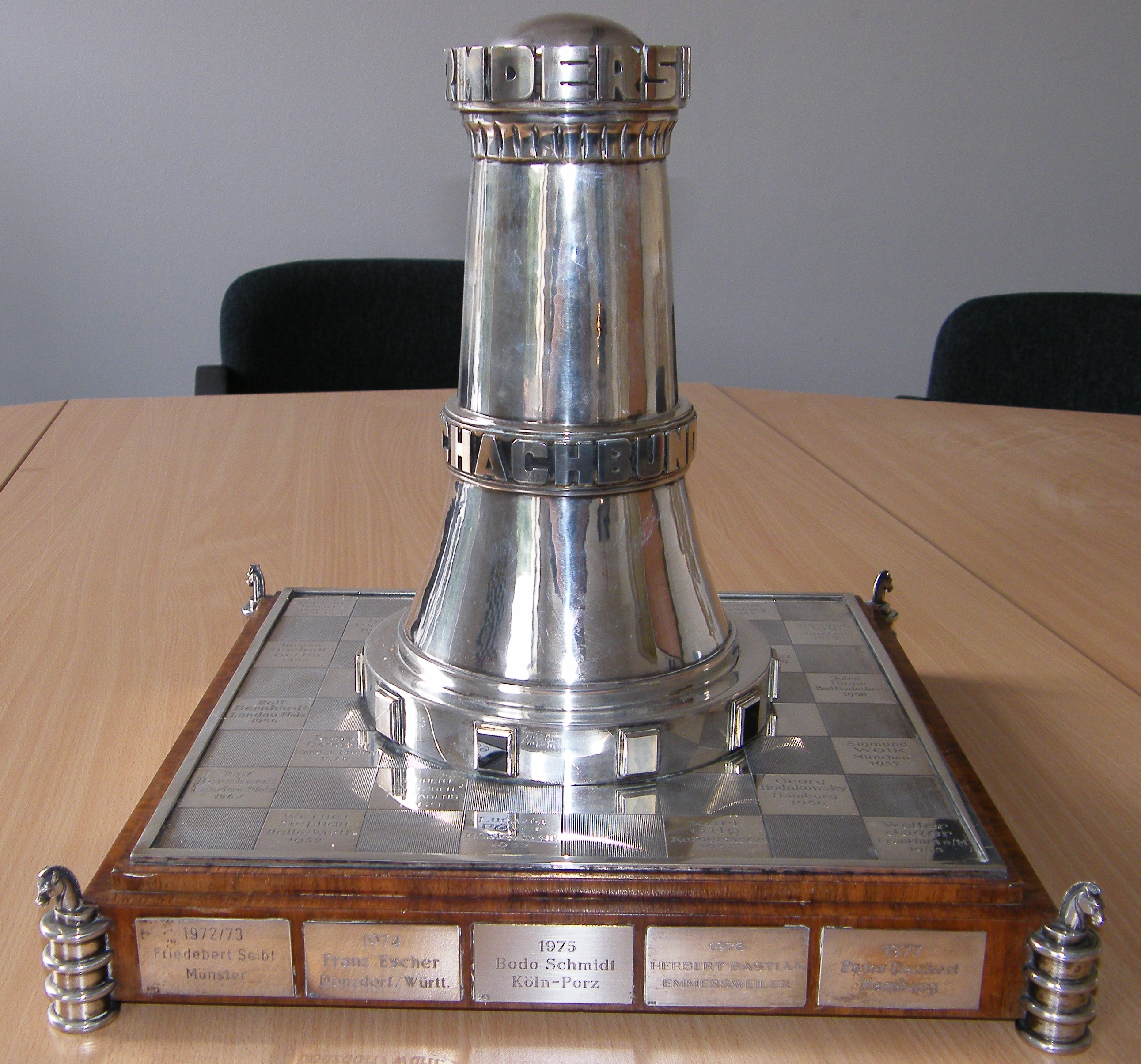
„Silberner Turm“ in der Geschäftsstelle des DSB. Alle Sieger bis 1990 sind darauf verewigt. Auf den Zinnen steht DER SILBERNE TURM, auf der Bauchbinde DEUTSCHER SCHACHBUND.

Dähne-Pokal ist die offizielle Bezeichnung für die Deutsche Pokal-Einzelmeisterschaft im Schach. Der Gewinner des Dähne-Pokals qualifiziert sich für die Deutsche Einzelmeisterschaft.

## Entstehung und Geschichte

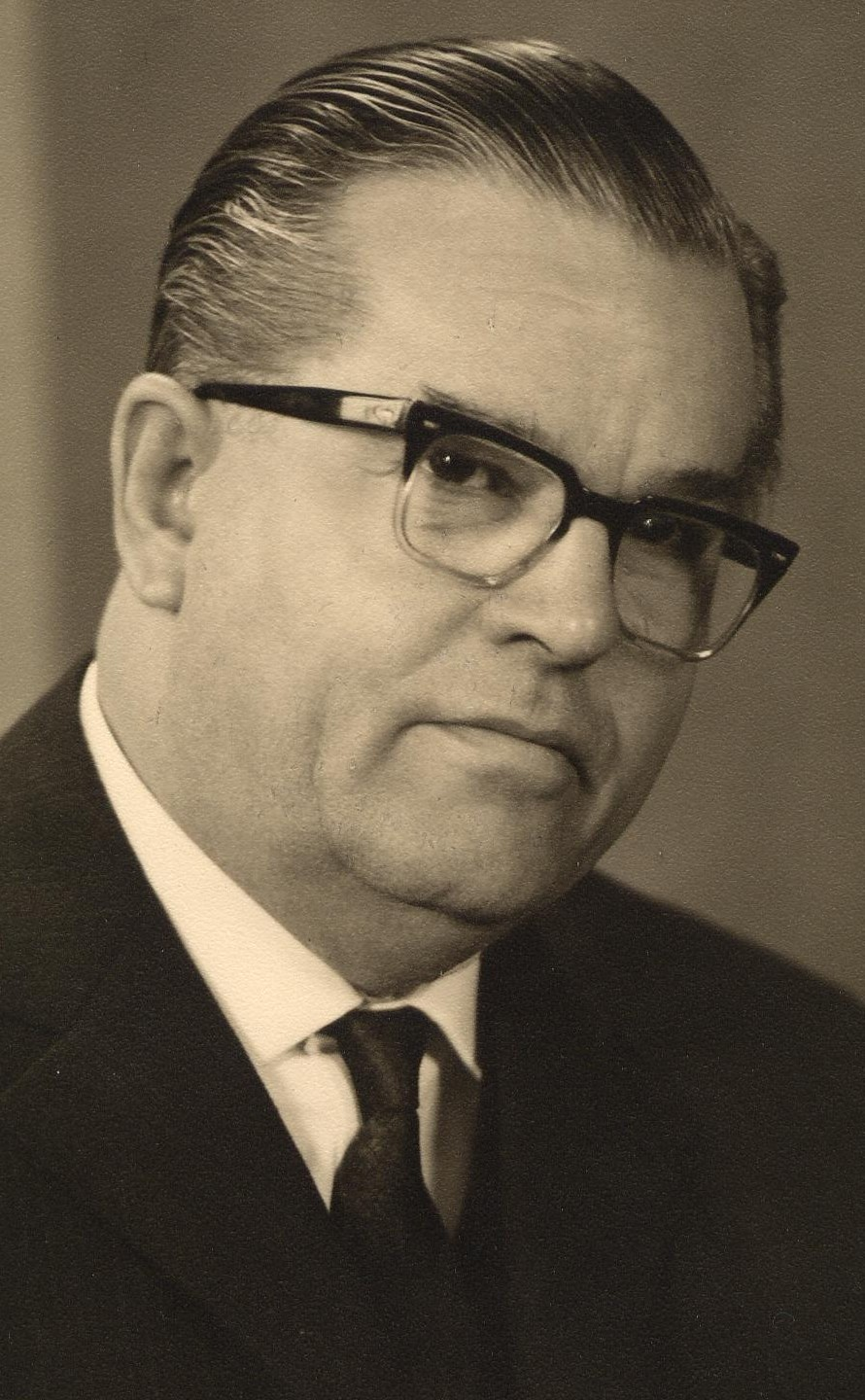
Emil Dähne 1968

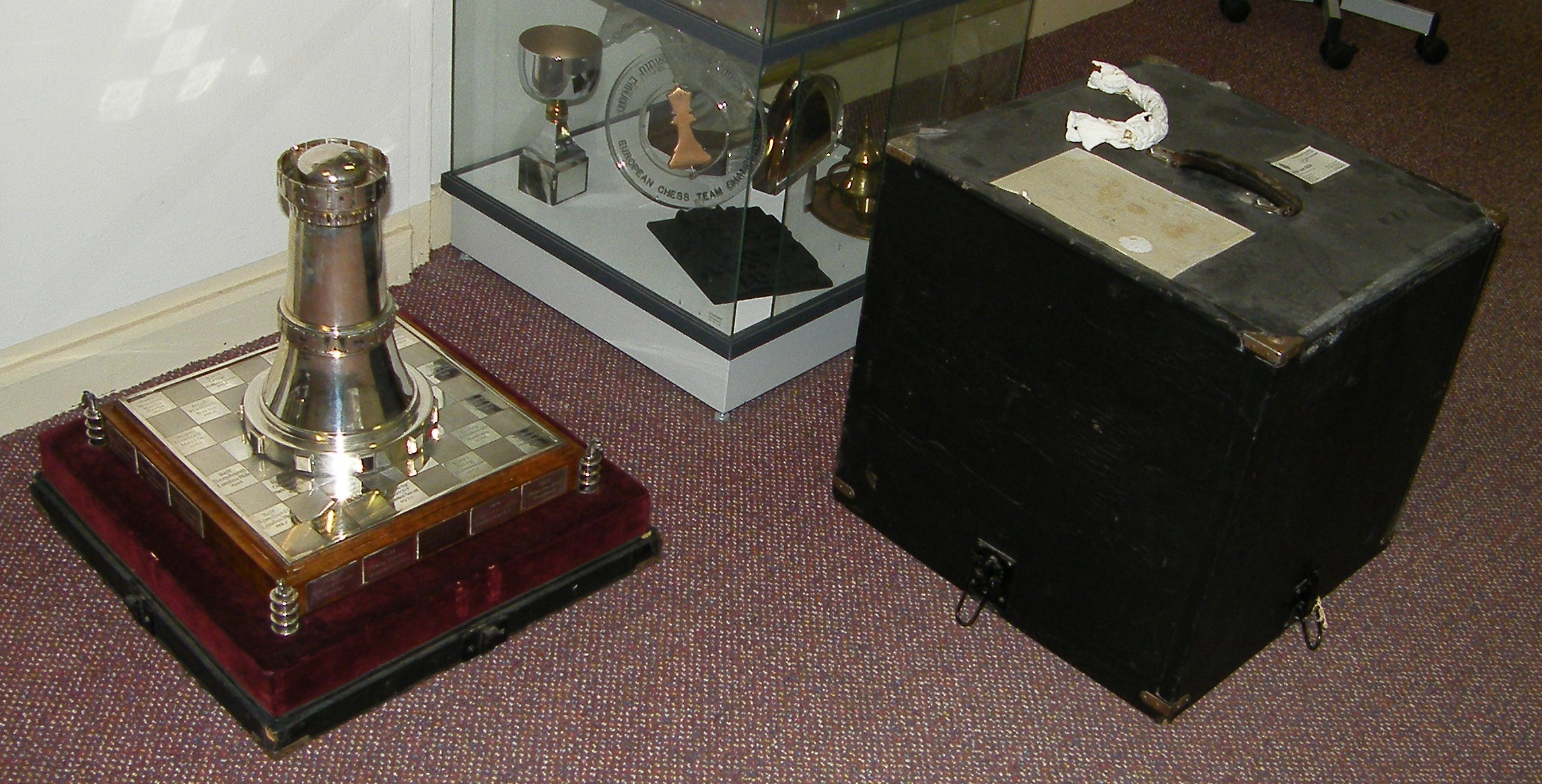
„Silberner Turm“ mit Bodenplatte und speziell angefertigte Transportkiste mit der alten Postadresse des DSB.

Der Pokalwettbewerb wurde zunächst als „Caissa-Sport-Magazin-Pokal“ am 15. April 1948 von dem Sportjournalisten und Schachmeister Paul Tröger initiiert.
Die Idee, den im Fußball populären Pokalgedanken aufs Schach zu übertragen, geht auf die Augsburger „Arbeitsgemeinschaft“ der Zeitschrift Caissa zurück. Gesucht wurde ein Mittel, den Schachsport stärker zu popularisieren. Daher sollte auch den vielen schwächeren Schachspielern eine sportliche Chance der Teilnahme eingeräumt werden.
Das Turnier wurde von Caissa und dem Nürnberger Sportmagazin veranstaltet, die einen „Deutschen Schachpokal“ aussetzten. Sieger dieses ersten Pokalturniers war Lothar Schmid, der am 4. März 1950 in Wiesbaden die Finalpartie gegen Walter Niephaus gewann.
Mehr als 1800 Spieler beteiligten sich an diesem Wettbewerb, aus dem später der Dähne-Pokal entstand.
Am 7. Oktober 1951 stiftete der Präsident des Deutschen Schachbundes, Emil Dähne, einen Silbernen Turm für den Bundessieger.
Nach Dähnes Tod (1968) wurde das Pokalturnier durch die Mitgliederversammlung des DSB am 1. Mai 1971 in Dähne-Pokal umbenannt. Seit 1952 wird dem Pokalgewinner die Teilnahme an der Deutschen Einzelmeisterschaft garantiert.

## Austragungsmodus
Gespielt wird nach dem K.-o.-System. Auf Bundesebene nehmen 32 Spieler teil – die 14 mitgliederstärksten Landesverbände dürfen je zwei Teilnehmer melden, die drei mitgliederschwächsten (2004/05 waren dies Mecklenburg-Vorpommern, Saarland und Bremen) sowie der Blindenschachbund je einen. Die Durchführung der Landeswettbewerbe wird durch die entsprechenden Landesturnierordnungen geregelt. Während es in den kleineren Landesverbänden üblich ist, dass jeder Interessent direkt am Landeswettbewerb teilnehmen darf (außer in den Stadtstaaten ist dies beispielsweise auch in Schleswig-Holstein der Fall), sind in den größeren Landesverbänden zunächst regionale Qualifikationsturniere vorgesehen. So finden in Nordrhein-Westfalen zunächst Wettbewerbe auf Bezirksebene statt, es treten die Bezirkssieger auf Verbandsebene gegeneinander an, dann die Verbandssieger auf Landesebene. Eine Turnierpartie entscheidet über das Weiterkommen, im Remisfalle werden zwei Blitzpartien gespielt (bis 1980 wurde die Turnierpartie mit entgegengesetzten Farben wiederholt), wenn danach der Sieger noch nicht feststeht, werden weitere Blitzpartien gespielt, und es entscheidet die nächste Gewinnpartie.
Für die führenden Schachmeister und Titelträger wird die Attraktivität des Pokalwettbewerbs durch den Austragungsmodus eingeschränkt, da für einzelne Partien längere Reisen erforderlich sind. Das Turnier erstreckt sich in der Regel über den Jahreswechsel hinweg. Seit dem Spieljahr 1972/73 wird in der Siegerliste des Deutschen Schachbundes das Folgejahr, in dem die Schlussrunden ausgespielt wurden, als Austragungsjahr genannt.

## Siegerliste

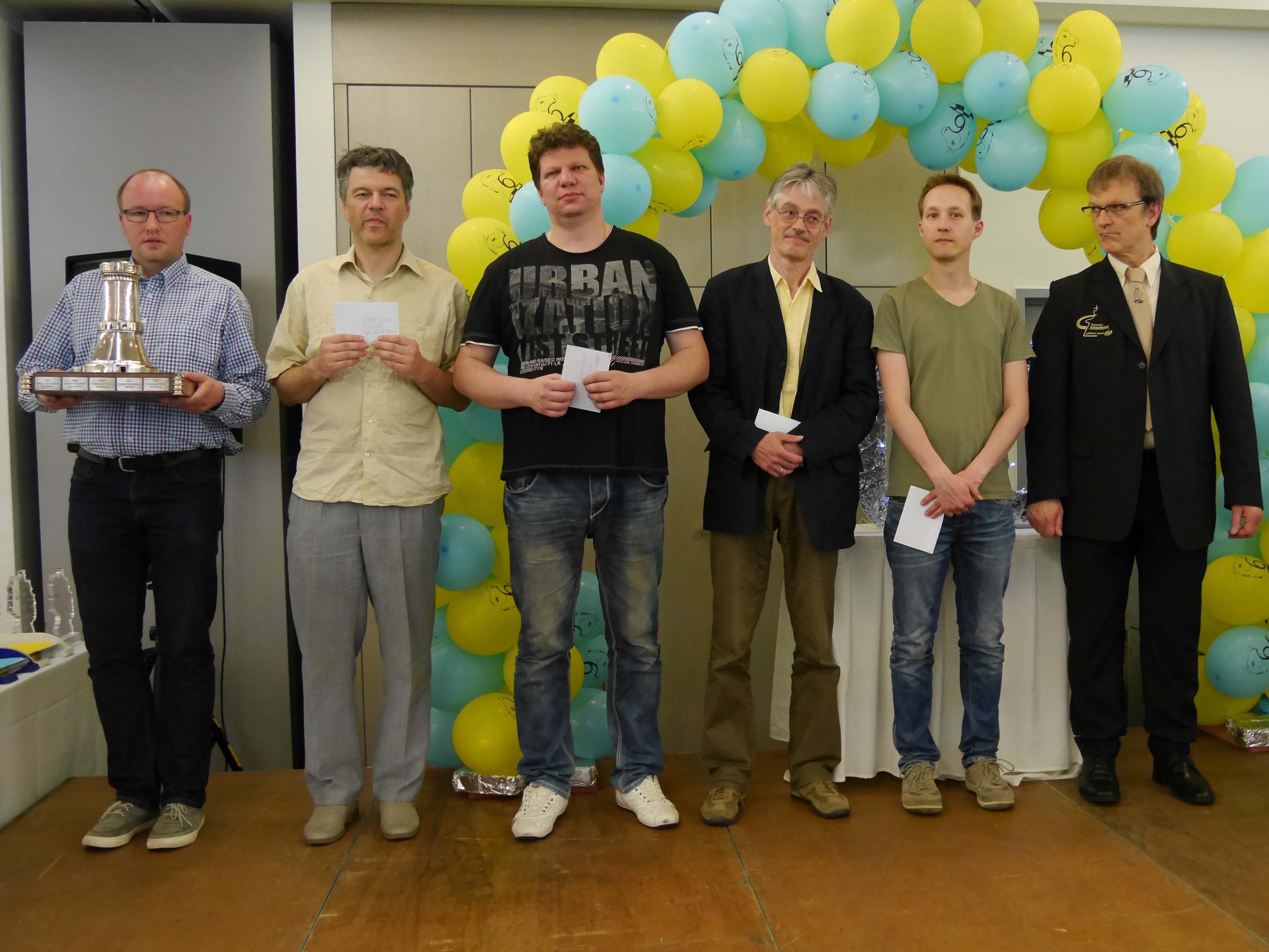
Siegerehrung 2016 in Halle (Saale)

- 1953: Werner Stephan
- 1954: Ludwig Röver
- 1955: Karl Gilg
- 1956: Walter Jäger
- 1957: Georg Hodakowsky
- 1958: Sigmund Wolk
- 1959: Jobst Hinne
- 1960: Sigmund Wolk
- 1961: Hans-Günter Kestler
- 1962: Dieter Mohrlok
- 1963: Karl Gilg
- 1964: Hans-Joachim Hecht
- 1965: Olaf Redlich
- 1966: Jürgen Dueball
- 1967: Rolf Bernhardt
- 1968: Rolf Bernhardt
- 1969: Rainer Oechslein
- 1970: Herbert Dietzsch
- 1971: Bodo Schmidt
- 1972: Uwe Kunsztowicz
- 1973: Friedebert Seibt
- 1974: Franz Escher
- 1975: Bodo Schmidt
- 1976: Herbert Bastian
- 1977: Peter Dankert
- 1978: Stefan Kindermann
- 1979: Rüdiger Breyther
- 1980: Herbert Vetter
- 1981: Werner Reichenbach
- 1982: Thomas Link
- 1983: Klaus-Jürgen Schulz
- 1984: Eckhard Schmittdiel
- 1985: Volkhard Rührig
- 1986: Ludger Keitlinghaus
- 1987: Thomas Martin
- 1988: Michael Mischustov
- 1989: Markus Schäfer
- 1990: Martin Fette
- 1991: Uwe Kunsztowicz
- 1992: Wladimir Gostomelski
- 1993: Hans-Joachim Vatter
- 1994: Andreas Zach
- 1995: Martin Molinaroli
- 1996: Ewgeni Gisbrecht
- 1997: Hans-Elmar Schwing
- 1998: Sven Telljohann
- 1999: Dirk Suhl
- 2000: Karsten Müller
- 2001: Karsten Schulz
- 2002: Hannes Langrock
- 2003: Thies Heinemann
- 2004: Joachim Asendorf
- 2005: Udo Käser
- 2006: Bernd Kohlweyer
- 2007: Sven Telljohann
- 2008: Hans-Joachim Vatter
- 2009: Thomas Fiebig
- 2010: Michael Strache
- 2011: Jens Kotainy

- 2012: Vitali Braun
- 2013: Hagen Poetsch
- 2014: Dirk Paulsen
- 2015: Björn Bente
- 2016: Sven Telljohann
- 2017: Hagen Poetsch
- 2018: Hagen Poetsch
- 2019: Gordon Andre
- 2020: Igor Neyman
- 2021: Jonathan Carlstedt
- 2022: Thilo Ehmann
- 2023: Hagen Poetsch
- 2024: Hagen Poetsch